# Борис Зографов (резбар)
Борис Минчев Зографов Сирлещов е виден български дърворезбар от XX век.

## Биография
Борис Зографов е роден през 1921 година в град Банско. Син е на Минчо Зографов и внук на Димитър Сирлещов - Зографа и двамата видни представители на Банската художествена школа. Преподава във Висшия институт по изобразителни изкуства „Николай Павлович“. Става доцент. Зографов се занимава с монументална декоративна резба, като прави цялостни оформления на административни и обществени сгради - тавани, пана и прочее. Негови произведения има в резиденция „Бояна“, в българското посолство в Москва и на други места. В 1977 година е награден с орден „Кирил и Методий“ I степен. В 1982 година в Благоевград е направена юбилейна изложба по повод 60-годишнината му.
Умира в 1999 година в София.